# Колокольня Ново-Голутвина монастыря
Колокольня Ново-Голутвина монастыря — колокольня на территории Ново-Голутвина монастыря в городе Коломне Московской области.

## История
Масштабные строительные работы в Ново-Голутвином монастыре начались в 1823 году при архимандрите Арсении (Козиорове). В 1825 году по его инициативе была возведена 55-метровая трёхъярусная колокольня со святыми воротами, ставшая второй по высоте в Коломне, в стиле позднего классицизма (ампира). На ней было 8 колоколов. Самый большой её колокол был украшен изображениями Святой Троицы и преподобного Сергия Радонежского с надписью по кругу «1827 г. июля 1 дня, вылит сей колокол в г. Коломне в Новоголутвин второклассный монастырь усердием и коштом Коломенского 2 гильдии купца Киприяна Максимовича Кислова, в Москве на заводе Николая Самгина весу 259 пуд. 32 фунта, лил мастер Аким Воробьёв». Через год коломенский купец Кирилл Максимович Кислов пожертвовал для колокольни 126-пудовый колокол с изображением Святой Троицы и святого Кирилла Иерусалимского. Шесть других меньших колоколов на монастырской звоннице не имели изображений и надписей о дарителях.
Около 1919 года Ново-Голутвин монастырь был закрыт. Здания монастыря перешли в пользование многочисленных жильцов и организаций. В апреле 1934 года колокольня была продана Коломенскому патефонному заводу. В 1975—1977 годах реставраторы коломенского участка треста «Мособлстройреставрация» её восстановили. Здание колокольни оштукатурили, восстановив утраченные русты. Шпиль и купол перекрыли коломенские специалисты, а сложной конфигурации пьедестал шпиля выполнил московский медник А. И. Морозов. На куполе был установлен крест. 
31 октября 1988 года Русской православной церкви для устроения первой женской общежительной обители в Московской епархии был передан комплекс зданий бывшего Ново-Голутвинского монастыря, включающий следующие постройки: архиерейский корпус (бывший братский корпус) с Покровской церковью, Троицкая церковь, трапезная, колокольня, семинарский корпус.